# بني جوهر (الطويلة)

تعديل مصدري - تعديل

بني جوهر هي إحدى قرى عزلة الضلاع الاسفل بمديرية الطويلة التابعة لمحافظة المحويت، بلغ تعداد سكانها 1038 نسمة حسب تعداد اليمن لعام 2004.